# André (piłkarz)
André Trindade da Costa Neto (ur. 16 lipca 2001 w Ibirataia) – brazylijski piłkarz występujący na pozycji defensywnego lub środkowego pomocnika, reprezentant Brazylii, od 2020 roku zawodnik Fluminense.